# Buckeye (Arizona)
Buckeye ist eine US-amerikanische Stadt in Arizona im Maricopa County.
Sie ist die westlichste Stadt im Großraum von Phoenix und liegt an der Arizona State Route 85, die nördlich des Ortes an der Interstate 10 beginnt. Der Zensus im Jahr 2000 ergab 6537 Einwohner. Seitdem ist die Bevölkerungszahl sprunghaft gewachsen und zählt aktuell 91.502 Einwohner (Stand: Volkszählung 2020), das ist ein Zuwachs von 734,4 %.

## Geographie
Buckeye gehört zur Metropolregion der Stadt Phoenix, die rund 4 Millionen Einwohner umfasst, und grenzt im Norden und Osten an die Städte Sun City, Sun City West, El Mirage, Litchfield Park, Avondale und Goodyear. Im Westen erheben sich die White Tank Mountains und im Süden die South Mountains und die Sierra Estrella.

## Klima
In Buckeye gibt es durchschnittlich 312 Sonnentage jährlich. Von Mitte Mai bis Mitte September liegen die Temperaturen über 38 °C. An besonders heißen Tagen kann das Thermometer sogar bis 46 °C ansteigen. Allerdings macht die trockene Wüstenluft in Arizona die hohen Temperaturen etwas erträglicher. Die Bevölkerung muss sich der Hitze nur in geringem Maße aussetzen, da die meisten Gebäude und Fahrzeuge klimatisiert sind.
Die tiefsten Temperaturen im Winter liegen bei 0 °C, bleiben aber selten über längere Zeit so niedrig. Messbare Mengen an Schnee gab es in den letzten Jahren zweimal: 1 cm im Jahr 1990 und 2,5 cm im Jahr 1985. Im Jahresdurchschnitt fallen in der Gegend rund 194 mm Regen. Der wenige Regen fällt verteilt über den Zeitraum des Südwest-Monsuns von Juli bis Mitte September, wenn gelegentlich feuchtwarme Luft vom Golf von Kalifornien die heiße Wüstenluft verdrängt.
|                       | Jan  | Feb  | Mär  | Apr  | Mai  | Jun  | Jul  | Aug  | Sep  | Okt  | Nov  | Dez  |   |       |
| Mittl. Tagesmax. (°C) | 18,8 | 21,5 | 24,2 | 29,2 | 34,2 | 39,7 | 41,1 | 39,8 | 36,8 | 31,2 | 23,8 | 19,0 | ⌀ | 30    |
| Mittl. Tagesmin. (°C) | 5,1  | 7,1  | 9,3  | 12,9 | 17,7 | 22,7 | 27,2 | 26,2 | 22,7 | 16,0 | 9,4  | 5,4  | ⌀ | 15,2  |
|                       |      |      |      |      |      |      |      |      |      |      |      |      |   |       |
| Niederschlag (mm)     | 17,0 | 17,3 | 22,4 | 5,6  | 3,0  | 3,3  | 21,1 | 24,4 | 21,8 | 16,5 | 16,8 | 25,4 | Σ | 194,6 |
|                       |      |      |      |      |      |      |      |      |      |      |      |      |   |       |
| Sonnenstunden (h/d)   | 8,3  | 9,1  | 10,3 | 11,8 | 12,9 | 13,6 | 12,2 | 11,6 | 11,0 | 10,0 | 8,5  | 7,9  | ⌀ | 10,6  |
|                       |      |      |      |      |      |      |      |      |      |      |      |      |   |       |
| Regentage (d)         | 2,7  | 2,8  | 3,2  | 1,1  | 0,6  | 0,5  | 3,0  | 3,2  | 2,3  | 2,0  | 2,3  | 3,1  | Σ | 26,8  |
|                       |      |      |      |      |      |      |      |      |      |      |      |      |   |       |
| Luftfeuchtigkeit (%)  | 51   | 44   | 39   | 28   | 22   | 19   | 32   | 36   | 36   | 37   | 44   | 52   | ⌀ | 36,7  |

| 5,1 |

| 7,1 |

| 9,3 |

| 12,9 |

| 17,7 |

| 22,7 |

| 27,2 |

| 26,2 |

| 22,7 |

| 16,0 |

| 9,4 |

| 5,4 |

| 5,1 |

| 7,1 |

| 9,3 |

| 12,9 |

| 17,7 |

| 22,7 |

| 27,2 |

| 26,2 |

| 22,7 |

| 16,0 |

| 9,4 |

| 5,4 |

## Geschichte
1877 zog Thomas Newt Clanton mit einer Gruppe von sechs Männern, drei Frauen und zehn Kindern von Creston aus Iowa nach Arizona. Sie gründeten die Siedlung im Tal, aus der später die Stadt Buckeye werden sollte. Der Grund des Umzugs war angeblich das gesunde, trockene Wüstenklima und Thomas Clanton lebte noch weitere 48 Jahre in Arizona, bevor er im Alter von 82 Jahren starb.
1884 bis 1886 wurde ein 16 Kilometer langer Bewässerungskanal errichtet, den der Erbauer Malin M. Jackson zu Ehren seines Geburtsstaates Ohio Buckeye Kanal nannte. Der Beiname Ohios lautet Buckeye State aufgrund des Staatssymbols, der Ohio-Rosskastanie. Das erste Postamt öffnete 1888 und Bucky O'Neil und Partner gründeten im gleichen Jahr die Buckeye Irrigation Company (Buckeye-Bewässerungs-Gesellschaft), die vom damaligen Territorium Arizona amtlich genehmigt wurde. Jackson nannte die Siedlung zunächst Sidney nach seiner Heimatstadt in Ohio. Doch aufgrund der wachsenden Bedeutung des Kanals wurde der Name 1910 in Buckeye geändert.
Durch den zunehmenden Verkehr erschien Buckeye bald auf Arizonas Landkarte. Im Jahr 1910 wurde Buckeye Station der Arizona Eastern Railroad und 1912 mit Phoenix verbunden, das damals noch rund 48 Kilometer entfernt war. Der erste Highway wurde 1915 auf der Trasse der heutigen Interstate 10 eröffnet. 1929 erfolgte die Einrichtung einer kommunalen Selbstverwaltung (Municipal Incorporation) der Stadt, die zu dieser Zeit rund 1000 Einwohner auf 1,78 Quadratkilometer (440 Acres) hatte. Der erste Bürgermeister von Buckeye wurde Hugh M. Watson. Ab 1. Januar 2014 darf sich der Ort offiziell City of Buckeye nennen, der aktuell über 1015 km² Fläche umfasst.

### Bevölkerungsentwicklung
Die Bevölkerungszahl hat sich zwischen 2000 und 2013 mehr als versiebenfacht. Buckeye wird, wie viele Städte im Ballungsraum Phoenix, in den kommenden Jahren mit den Folgen des Bevölkerungsbooms zu kämpfen haben.
| Jahr | Einwohner |
| ---- | --------- |
| 1900 | 200       |
| 1950 | 1.932     |
| 1980 | 3.434     |
| 1990 | 4.436     |
| 2000 | 6.537     |
| 2010 | 50.876    |
| 2020 | 91.502    |